# ذخیره‌گاه زیست‌کره آلتو گولفو ده کالیفرنیا
ذخیره‌گاه زیست‌کره آلتو گولفو ده کالیفرنیا (انگلیسی: Alto Golfo de California Biosphere Reserve) یک دخیره‌گاه زیست‌کره یونسکو در ایالت سونورا، مکزیک است.
این منطقه که در سال ۱۹۹۵ تشکیل شده دارای ۱٬۶۵۲٬۱۱۰ هکتار وسعت است.